# بوابة باكستان
بوابة باكستان (بالأردوية: باب پاكستان )‏ هو نصب تذكاري وطني في لاهور، البنجاب، باكستان يجري بناؤه في موقع يُعد واحداً من أكبر مخيمات اللاجئين المسلمين التي عملت على إيوائهم في أعقاب استقلال باكستان. تم اقتراح النصب التذكاري في عام 1985 من قبل الحاكم الراحل غلام جيلاني خان، وتمت الموافقة عليه على الفور من قبل الرئيس محمد ضياء الحق. تم تصميم هذا المبنى من قبل المهندس المعماري القاطن في لاهور أمجد مختار، الذي تخرج من الكلية الوطنية للفنون في لاهور. تبلغ مساحة النصب 117 فداناً وسيتضمن مجموعة تذكارية ومكتبة وحديقة ومتحف وقاعة عرض ومعرض فني.
واجه المشروع بعض الصعوبات في البدء بسبب الوضع السياسي غير المستقر بعد وفاة الرئيس محمد ضياء الحق في عام 1988. وقد جرت محاولة ثانية في عام 1991 بدعم من رئيس الوزراء نواز شريف ولكن توقف المشروع مرة أخرى. أما المحاولة الثالثة فقد كانت خلال عهد الرئيس برويز مشرف. لقد بدأت أعمال البناء عام 2006 ومن المقرر أن تنتهي بحلول عام 2014.

## وصلات خارجية
- الموقع الرسمي